# Alozima
Las alozimas son formas alternativas de una enzima, codificadas por diferentes alelos de un mismo locus genético. Este concepto se incluye dentro de la más amplia denominación de isoenzimas, que comprende todas aquellas formas alternativas de una misma actividad enzimática en un mismo organismo, con independencia de su origen.